# 柴河水库 (铁岭)
柴河水库位于中国辽宁省铁岭市铁岭县，是以防洪、灌溉为主，兼有发电、供水、养殖等功能的大（二）型水库。
2010年9月柴河水库除险加固工程通过竣工验收。
柴河水库是铁岭市主要饮用水源地之一。